# 11735 Isabellecohen
11735 Isabellecohen eller 1998 KN56 är en asteroid i huvudbältet som upptäcktes den 22 maj 1998 av LINEAR i Socorro County, New Mexico. Den är uppkallad efter Isabelle Cohen.
Asteroiden har en diameter på ungefär 5 kilometer.